# Ceceda (Nava)
Ceceda (en asturiano y oficialmente: Cecea) es una aldea del concejo de Nava, Asturias, España.

## Orígenes
Se cree que el pueblo está asentado sobre un antiguo castro. 
Para saber más sobre los orígenes, geografía e historia de Ceceda

## Gentilicio
A los naturales de Ceceda se les conoce como escabecheros debido a un acontecimiento ocurrido hace tiempo. Un barril de sardinas en escabeche llegó a la oficina de correos. Tras pasar mucho tiempo, nadie fue a recogerlo, así que decidieron abrirlo para repartirlo entre la gente del pueblo, solo para encontrarse que había un cadáver dentro del barril. 1 

## Patrimonio
El pueblo posee una capilla, la de Santa Lucía (siglos XVII y XVIII) y una iglesia consagrada a San Miguel. La iglesia actual fue reconstruida tras la guerra civil española.
En la entrada del pueblo se encuentra un puente de piedra sobre el río Piloña, el cual fue restaurado en 2011 tras décadas de abandono. La tradición oral aboga por un origen medieval del mismo, pero durante la citada restauración se descubrió zahorra en uno de los estibos del puente, usada como relleno. Las características de la zahorra son similares a las de la usada en el siglo XIX durante la construcción del ferrocarril aledaño (inaugurado en noviembre de 1891).
Por otra parte debe destacarse su carácter pintoresco, con villas de estilo colonial, ecléctico o de otros lenguajes de finales del siglo XIX y principios del XX, así como abundantes construcciones rehabilitadas de estilo tradicional asturiano y elementos etnográficos de interés como hórreos, bebederos, etc.

## Alfarería
Jovellanos, por su parte, habla de las alfareras de esta localidad, que laboraban al aire libre en tornos de mano rudimentarios (muy similares a los que Adolf Rieth describía en la década de 1960 como «mesa giratoria»), actividad que relaciona el foco alfarero asturiano con las alfareras de Gundivós en Lugo, o de Moveros y Pereruela, en Zamora.
- Portal:Rural. Contenido relacionado con Rural.